# Anna Marcoulli
Anna Marcoulli (* 1974 in Nikosia) ist eine zyprische Juristin. Sie ist Richterin am Gericht der Europäischen Union.

## Leben und Wirken
Marcoulli studierte Rechtswissenschaften in Großbritannien und erwarb dort 1995 ihren Abschluss an der rechtswissenschaftlichen Fakultät der University of East Anglia; 1996 erwarb sie den Titel Master of Laws an der University of Bristol. Anschließend kehrte sie nach Zypern zurück und wurde dort 1997 zur Anwaltschaft zugelassen. Bereits ein Jahr später trat sie in de Juristischen Dienst der Republik Zypern, wo sie bis 2008 der Abteilung „Recht der Europäischen Union“ angehörte. Von 2005 bis 2007 war sie als abgeordnete nationale Sachverständige in der Direktion „Wissenschaftlicher Dienst und Dokumentation“ des Gerichtshofs der Europäischen Gemeinschaften tätig. Von 2008 bis 2016 war sie Mitglied des Juristischen Dienstes der Europäischen Kommission. Während der zyprischen EU-Ratspräsidentschaft 2012 fungierte sie zudem als Rechtsberaterin.
Marcoulli wurde am 13. April 2016 zur Richterin am Gericht der Europäischen Union ernannt. Seit dem 30. September 2019 ist sie Präsidentin der Zweiten Kammer des Gerichts der Europäischen Union.